# キミ色セレスティアル
キミ色セレスティアル（キミいろセレスティアル）は、香川県の女性2人組アイドルグループ。2024年結成。略称は「キミアル」。

## 概要
キャッチフレーズは「天空を全部、キミ色に染めて…」。グループ名の「セレスティアル」は日本語で「天空」という意味。
メンバー2人共に現役女子高生。

## 略歴

### 2024年
- 3月17日、デビュー。
- 7月6日、風凛まどか生誕祭「風凛まどか BIRTHDAY LIVE」開催。

## メンバー
| 名前        | よみ            | 生年月日              | 身長  | 出身地 | 担当カラー |
| ----------- | --------------- | --------------------- | ----- | ------ | ---------- |
| 風凛 まどか | ふわり まどか   | 2006年6月29日（18歳） | 154cm | 香川県 | 水色       |
| 甘姫 ももか | あまひめ ももか | 2006年4月5日（18歳）  | 161cm | 香川県 | ピンク     |